# 金蘭寺戰鬥
金蘭寺戰鬥發生於1926年5月12－6月1日，地點則是在中國湖南衡山。是北洋政府時期內戰戰鬥之一。交戰的兩方，一方為北伐軍，另一方則為湘軍。